# I Piso Porta
I Piso Porta är en grekisk film från 2000.

## Rollista (i urval)
- Alexandriani Sikelianou
- Vassilis Kamitsis
- Andreas Kontopoulos
- Ieroklis Michaelidis
- Thanassis Panagopoulos
- Konstandinos Papadimitriou
- Ioanna Pappa
- Antonis Kafetzopoulos
- Matias Simounets
- Maria Solomou
- Haris Sozos
- Evangelia Valsama
- Akindynos Gkikas